# Avenida General Las Heras
La avenida General Las Heras es una arteria vial de la Ciudad de Buenos Aires, Argentina.

## Historia
En 1580 Juan de Garay estableció los límites urbanos de la Ciudad de Buenos Aires: al Este la barranca del Río de la Plata (Avenida Paseo Colón - Av. Alem), al oeste las actuales calles Salta y Libertad, al Sur la actual Avenida Independencia y al norte la calle Viamonte. Garay también repartió las tierras más allá del ejido tanto al norte como al sur del nuevo centro urbano. Hacia el sur el reparto abarcó desde el Riachuelo hasta la zona de Ensenada y Magdalena, mientras que hacia el norte, la distribución comenzó desde la actual Plaza San Martín (Retiro) hasta lo que es hoy el Partido de San Fernando. Entre cada chacra (de una legua de largo) debía correr un camino, así como también por su frente y fondo. Hacia el norte, el camino del fondo lo constituían las actuales avenidas Constituyentes y Fondo de la Legua, mientras que el camino del frente, denominado «Camino de Santa Fe» o «Camino del Bajo» lo conformaban sucesivamente las actuales avenidas Libertador, Las Heras, Santa Fe, Luis María Campos y nuevamente Libertador, siempre discurriendo al pie de la barranca, elevándose sobre esta después de pasar el Partido de Vicente López.  
La actual avenida Las Heras era originalmente una huella o rastrillada casi costera (el Río de la Plata estaba a poca distancia) que a fines del siglo XVIII comenzó a ser llamada «Camino de Chavango» ya que al parecer en tiempos del virrey Vértiz  por ese camino se trajeron desde el noroeste  algunas crías de llamas (la cría de llama es denominada popularmente «chavango») con el infructuoso propósito de efectuar su crianza y aprovechamiento en la entonces pequeña ciudad de Buenos Aires; esto casi un siglo más tarde dio motivo a una humorada en la que participó Vicente Fidel López: ya a fines del siglo XIX; estando en gran parte edificada para entonces la zona recorrida por ese camino se le declaró avenida pero olvidando el antiguo nombre popular, ante esto López y otros amigos elevaron una queja pública diciendo que se «afrentaba con el olvido a la memoria del Coronel Chavango», los burócratas municipales de ese tiempo totalmente ignorantes de las cuestiones públicas atendieron solicitamente el reclamo ya que provenía de «gente decente» y buscaron obtener más información del supuesto «Cnel. Chavango» hasta que López y sus amigos les explicaron que les estaban tomando en broma para demostrarles su ignorancia.

## Toponimia
El nombre actual de la avenida homenajea al militar patriota Juan Gualberto Gregorio de las Heras destacado en la luchas por la Independencia Argentina y gobernador de Buenos Aires.

## Características
Por la Avenida Las Heras corrió en abril de 1897 el primer tranvía eléctrico de Buenos Aires, un tramo experimental construido por el inglés Charles Bright para unir Plaza Italia con la esquina de la actual Avenida Scalabrini Ortiz. Ese mismo año se inauguraba el primer servicio público de tranvía eléctrico, un transporte que funcionaría hasta 1962.
La avenida fue a comienzos del siglo XX un amplio bulevar con cantero central, en el tramo desde la calle Sánchez de Bustamante hasta Plaza Italia. Adornado por frondosas tipas que llegaban a tapar toda la calzada, servía además para el ordenamiento de tranvías, luego colectivos. Ya en la década de 1920, se plantaron además plátanos en ambas veredas en el tramo desde Avenida Callao hasta el Jardín Botánico, en donde esto no fue necesario porque ya sus ejemplares cubrían la avenida hasta Plaza Italia.
En los años 40, se experimentó con el uso de adoquines de quebracho en búsqueda de minimizar el ruido que hacían los vehículos y el traqueteo que los dañaba con los clásicos adoquines de granito que se iban redondeando con el paso del tiempo. El sistema fracasó, y finalmente se adoptó el asfalto como revestimiento para las calles porteñas. Para la década de 1960, el cantero central había desaparecido totalmente para conseguir más carriles de circulación, en una avenida cuyo tránsito había aumentado fuertemente a medida que la zona pasaba de barrio de casas familiares a cada vez más edificios de departamentos de varios pisos. En esa misma época, suspendido el servicio del tranvía, los colectivos pasaron a ocupar la mayor parte de esta importante arteria.
En la actualidad, los plátanos centenarios sobreviven en el tramo desde avenida Callao hasta la calle Sánchez de Bustamante, aunque varios ejemplares fueron retirados, algunos reemplazados por otras especies arbóreas. En cambio, desde Sánchez de Bustamante hasta la calle República Árabe Siria, los viejos árboles fueron talados y reemplazados por árboles más jóvenes. Desde este punto hasta Plaza Italia, reaparece la densa arboleda centenaria.

## Recorrido
Nace en la Plaza Vicente López (antiguamente llamada "Hueco de las Cabecitas", porque era un matadero de ovejas), partiendo de la Calle Montevideo, en el barrio de Recoleta. Durante sus primeros 200 metros es una calle angosta de un solo sentido de circulación, con una añeja arboleda.
Al cruzar la Avenida Callao su anchura aumenta y se hace doble mano. En Las Heras 1837 se encuentra el edificio anexo del Colegio de Escribanos, obra de 1997 del arquitecto Clorindo Testa, de estilo moderno y fachada de hormigón a la vista. En Las Heras 1855 funciona la Comisaría 17 de la Policía Federal; y en la esquina con la calle Ayacucho está la facultad de medicina Barcelo.
En Las Heras 2214 se encuentra un imponente edificio neogótico, proyectado por el arquitecto Arturo Prins en 1912 y jamás finalizado. Fue pensado como Facultad de Derecho, pero hoy es una sede de la Facultad de Ingeniería de la UBA. En la siguiente cuadra está la Plaza Emilio Mitre; y luego, el cruce con la Avenida Pueyrredón. Allí están la Plazoleta Reino de Tailandia, y la Avenida Gelly y Obes, que entra a un pequeño y exclusivo barrio residencial conocido como La Isla.
Entre las calles Agüero y Austria está la Plaza del Lector, acceso a la Biblioteca Nacional, otro edificio de Clorindo Testa, imponente estructura brutalista que se sostiene sobre cuatro columnas de grandes proporciones. Se construye allí el Museo del Libro y el Autor Argentino, antes del mismo se encuentra la Embajada de Paraguay. En la vereda opuesta, están una torre que pertenece a Telecom y la Iglesia de San Agustín, de estilo gótico. Entre las calles Austria y Sánchez de Bustamante está el predio del Hospital Rivadavia, inaugurado en 1887 y conformado por pabellones distribuidos en un amplio parque.
En Las Heras 3084 está la Escuela Primaria n.º 18 “Dr. Rafael Herrera Vegas”, una de las muchas encargadas por el Estado al arquitecto Waldorp en la década de 1920, y junto a ella está la sede de la Academia Nacional de Medicina. Luego del cruce con la Avenida Coronel Díaz se extiende el Parque Las Heras, lugar donde se emplazó hasta 1962 la Penitenciaría Nacional. Ahí comienza el Barrio de Palermo, donde se alzan las Torres Alto Palermo, gemelas de 130 metros de altura. Dentro del parque está la Escuela Primaria n.º 26 “Adolfo Van Gelderen”.
Entre las calles Aráoz y Scalabrini Ortiz está la Plaza Alférez Sobral, y el Instituto Santa Teresa de Jesús. Pasando la calle Ugarteche se alza el llamado Palacio de los Gansos, un gran edificio residencial de estilo racionalista, basamento revestido en piedra rústica y con un gran parque privado. A partir de la calle República Árabe Siria comienza el Jardín Botánico. La avenida continúa hasta Plaza Italia donde desemboca en la Avenida Santa Fe. Allí se encuentran la entrada principal del Zoológico de Buenos Aires y la sede de la Sociedad Rural Argentina y predio de exposiciones La Rural.

## Cruces importantes y lugares de referencia

### Recoleta
- 1600-1800: Tramo de mano única
  - 1600: Calle Montevideo - Plaza Vicente López
- 1800-2700: Tramo de doble mano
  - 1800: Avenida Callao - inicio de doble mano
  - 2300: Avenida Pueyrredón - Plaza Emilio Mitre - Cementerio de la Recoleta - Estación Las Heras de la Línea H del subte
  - 2600: Calle Austria - Hospital General de Agudos Bernardino Rivadavia

### Palermo/Recoleta
- 2700-3200: Tramo de doble mano

### Palermo
- 3200-4300: Tramo de doble mano
  - 3200: Avenida Coronel Díaz - Parque Las Heras
  - 3400: Calle Silvio Ruggieri - Hospital General de Agudos Dr. Juan A. Fernández
  - 3700: Avenida Raúl Scalabrini Ortiz - Plaza Alférez Sobral
  - 4300: Avenida Santa Fe - Avenida Sarmiento - Plaza Italia - Jardin Botánico Carlos Thays - Ecoparque Interactivo de Buenos Aires ex Zoológico - Predio ferial de la Sociedad Rural Argentina - Estación Plaza Italia de la Línea D del subte

## Galería de imágenes

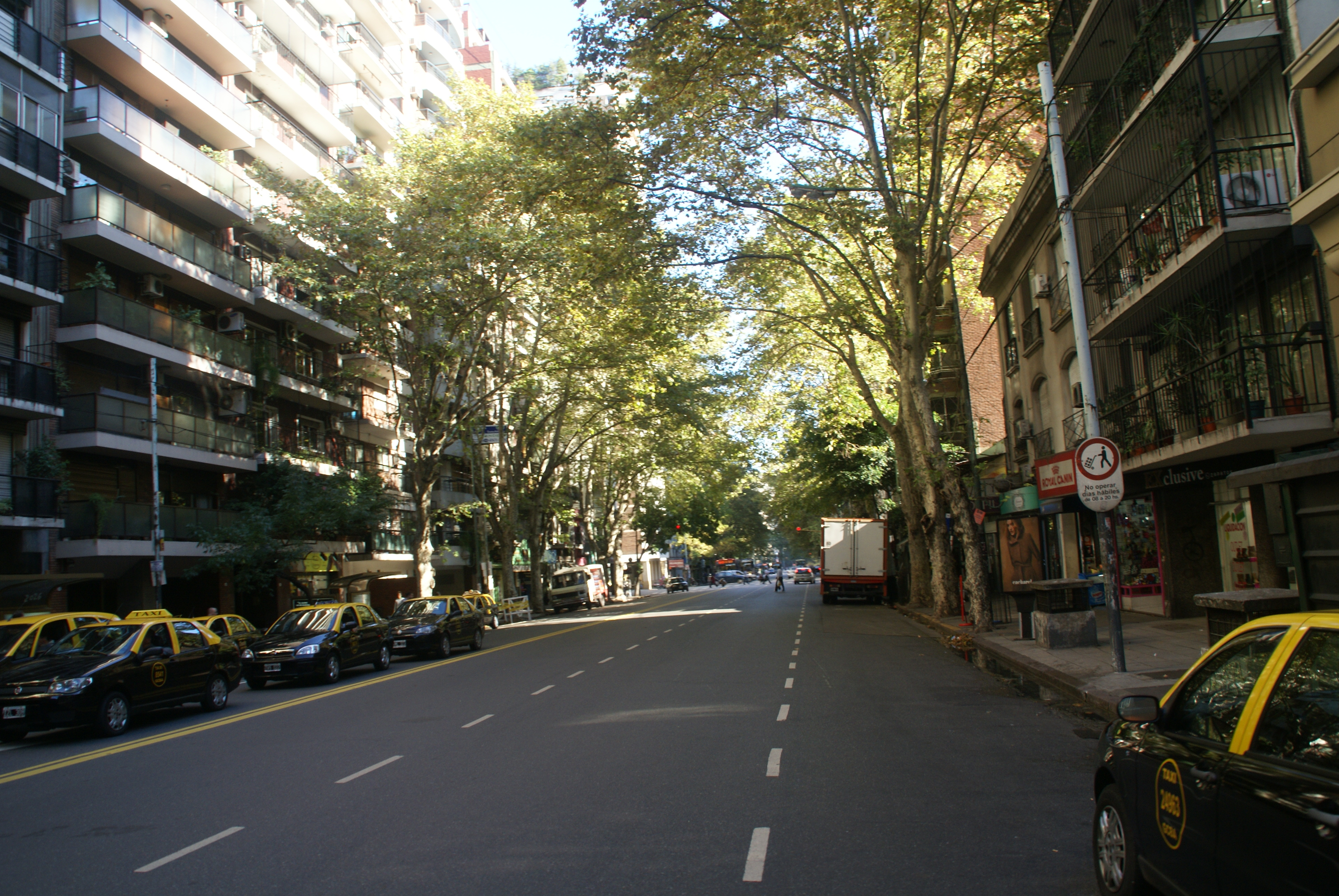
Tramo cubierto por plátanos
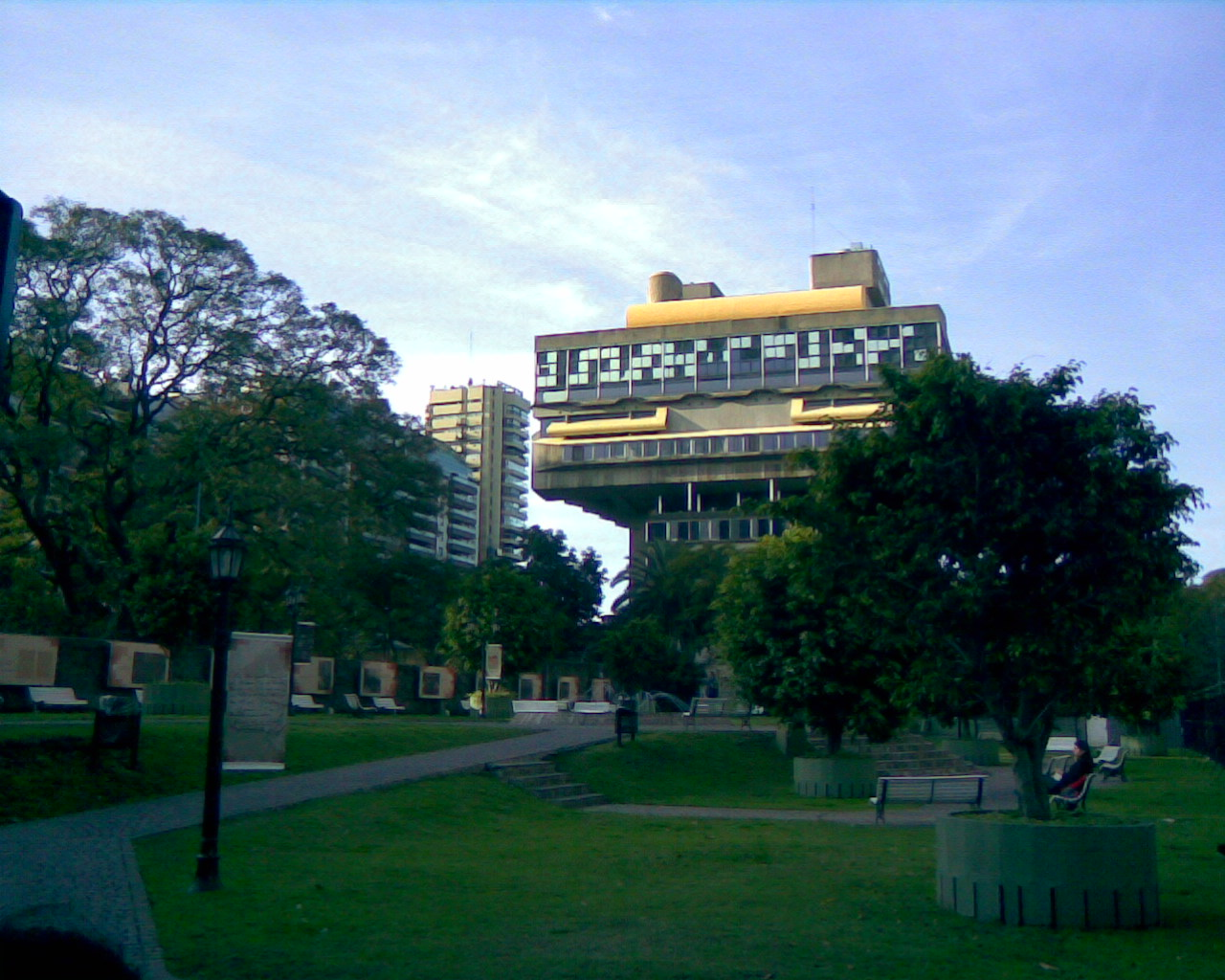
Biblioteca Nacional
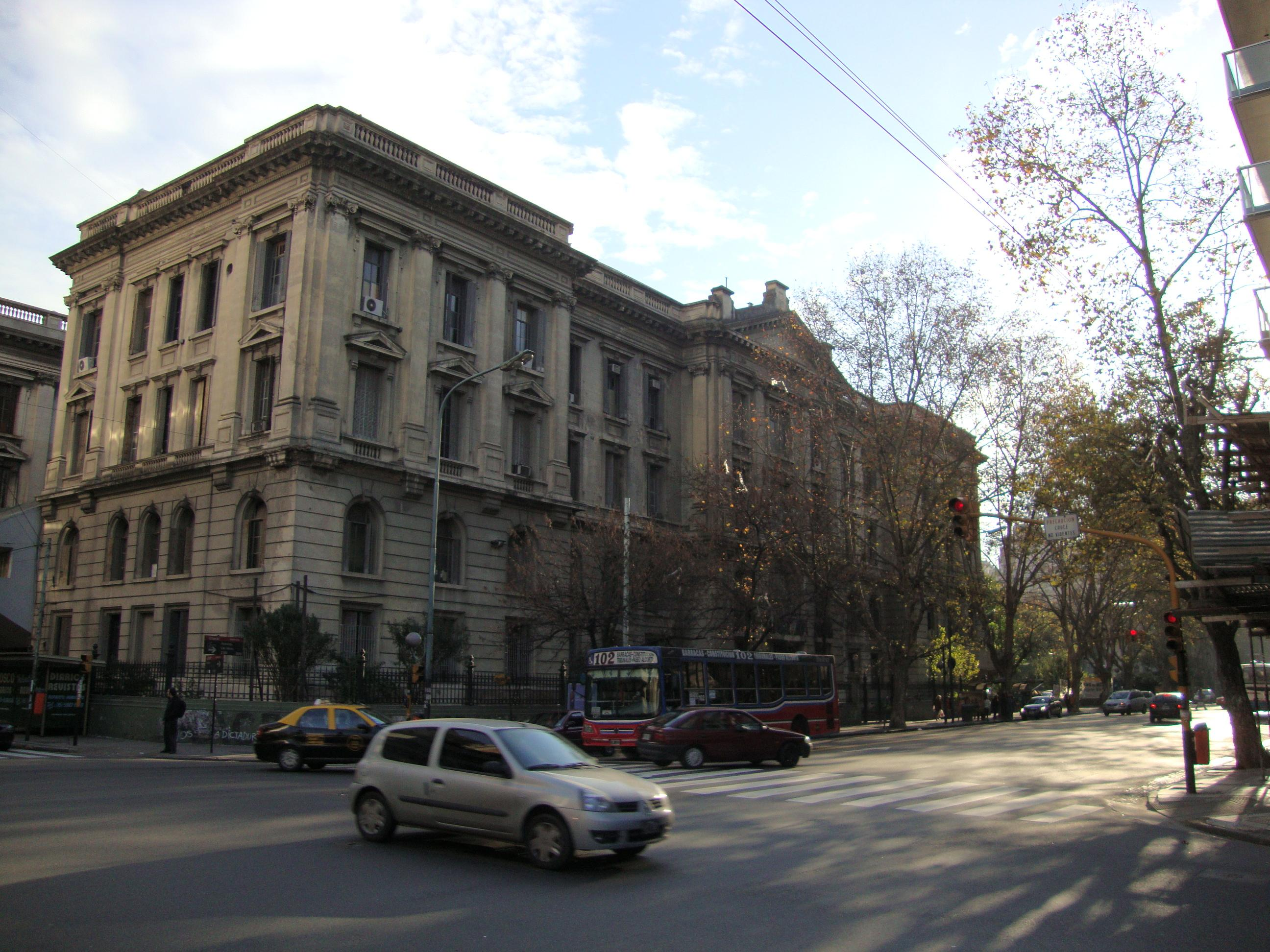
Hospital Rivadavia
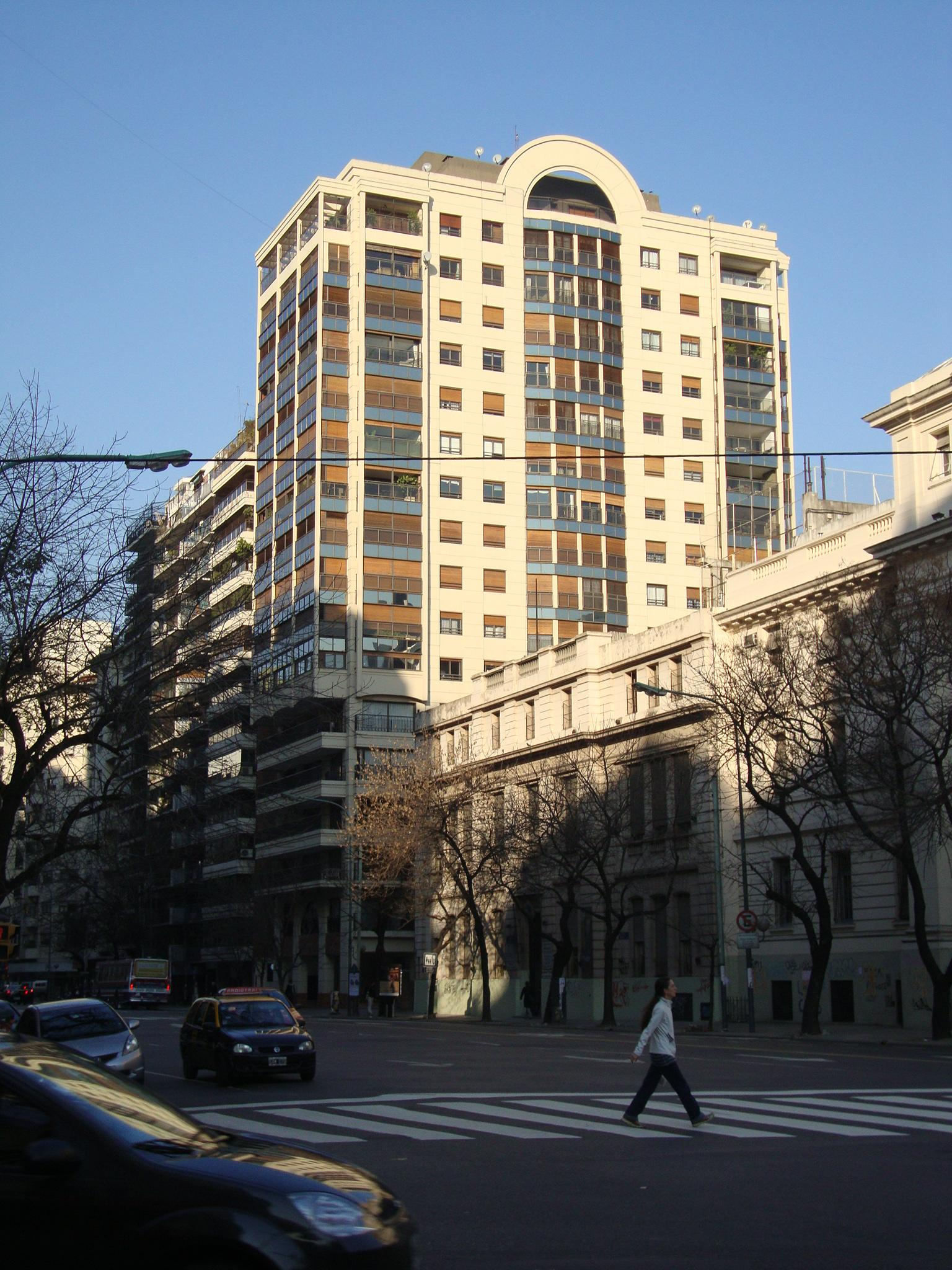
Torres residenciales
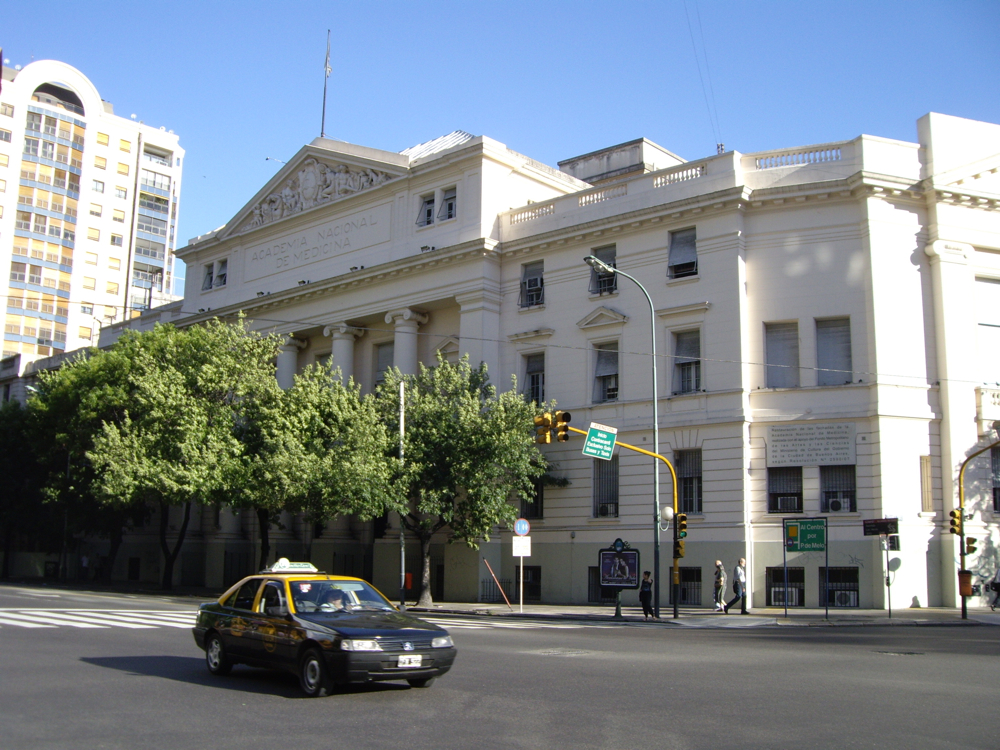
Academia Nacional de Medicina
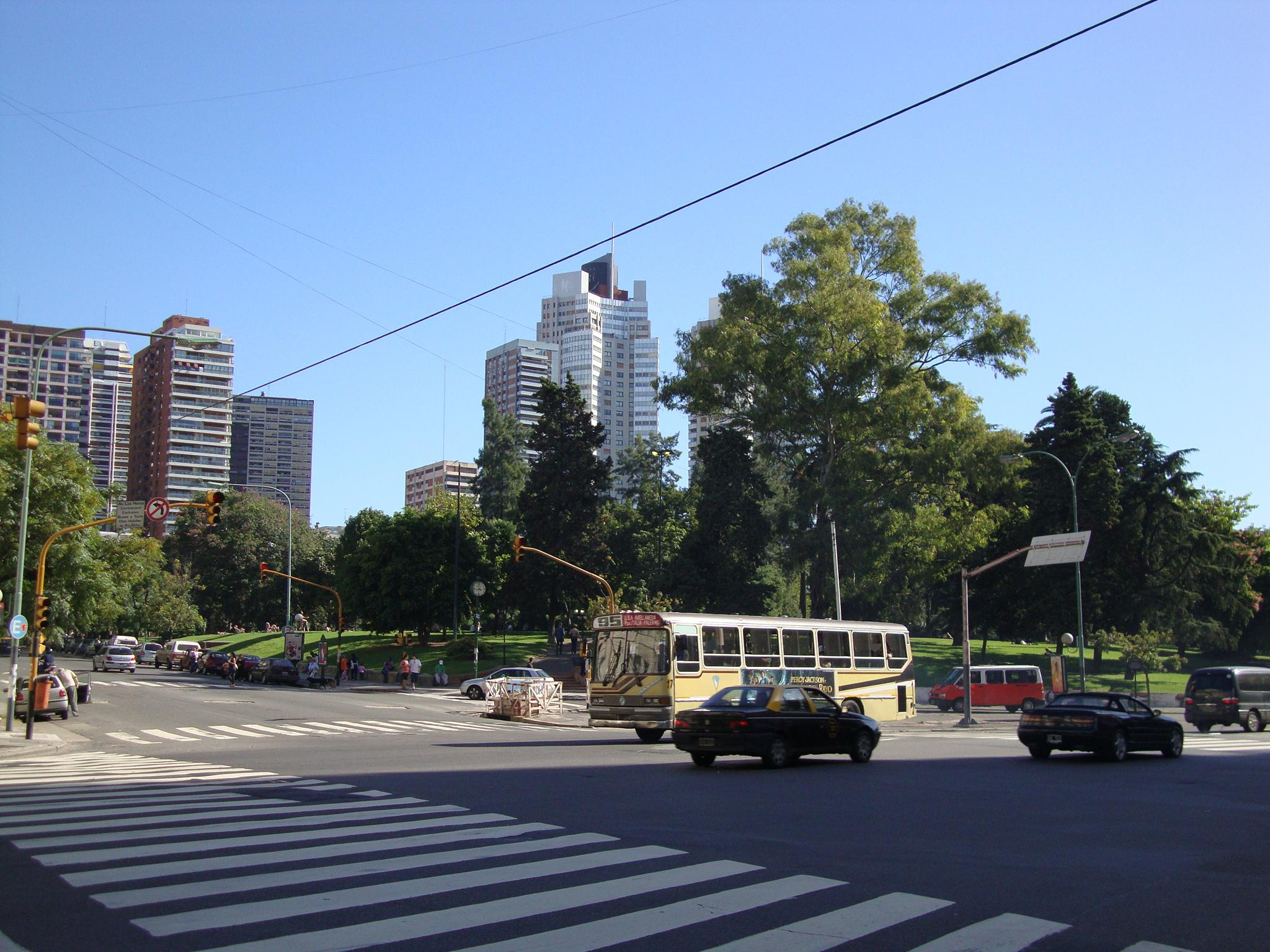
Parque Las Heras
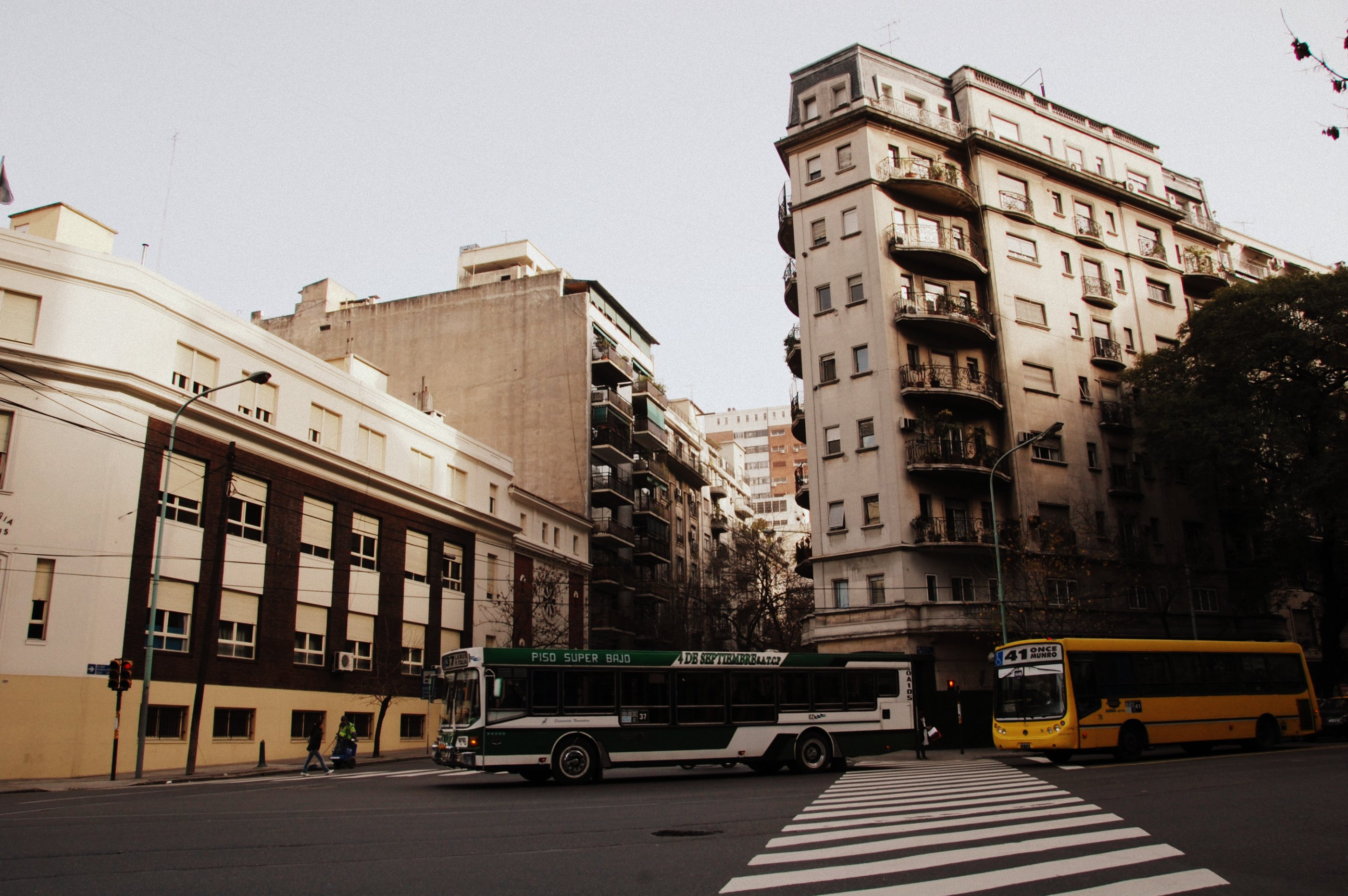
Las Heras y Scalabrini Ortiz
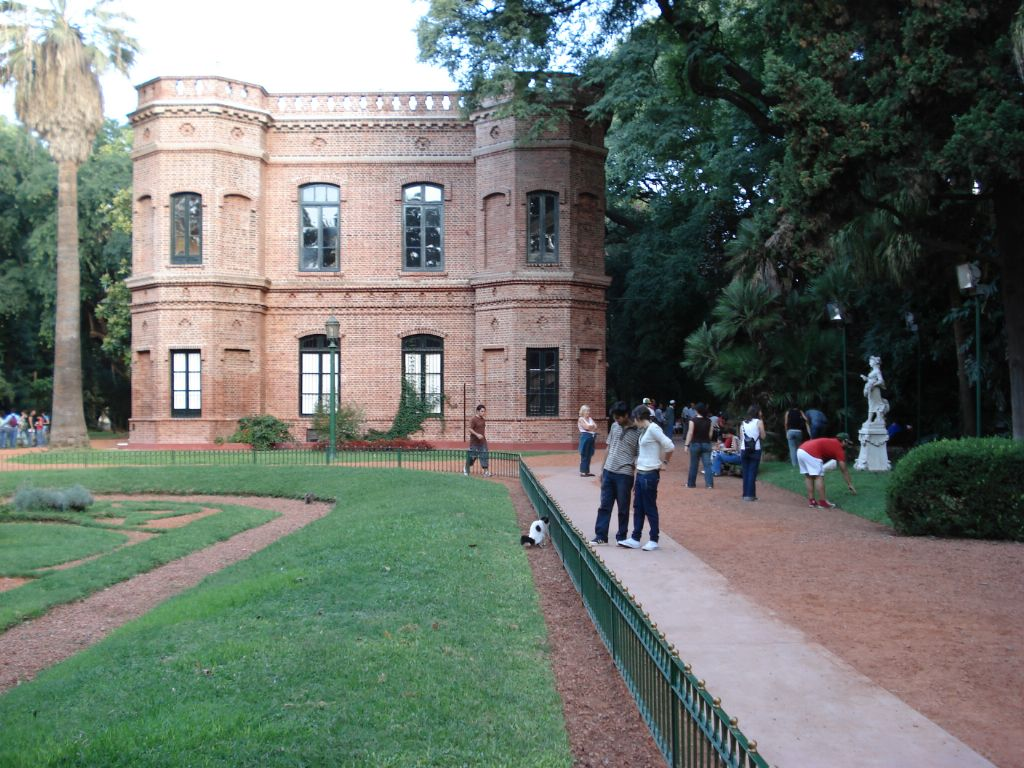
Jardín Botánico